# Vestvågøy
Vestvågøy (đảo của Vestvåg) là một hòn đảo và khu đô thị của quận hạt Nordland, Na Uy. Nó là một phần của khu vực truyền thống Lofoten. Trung tâm hành chính của đô thị này là thị trấn của Leknes.
Vestvågøy được tạo lập làm một đô thị mới ngày 1 tháng 1 năm 1963 sau khi sáp nhập các đô thị cũ của Borge, Buksnes, Hol, và Valberg. Với 10.813 cư dân của nó, nó là đông dân ở khu vực của Lofoten và Vesterålen.

Vestvågøy
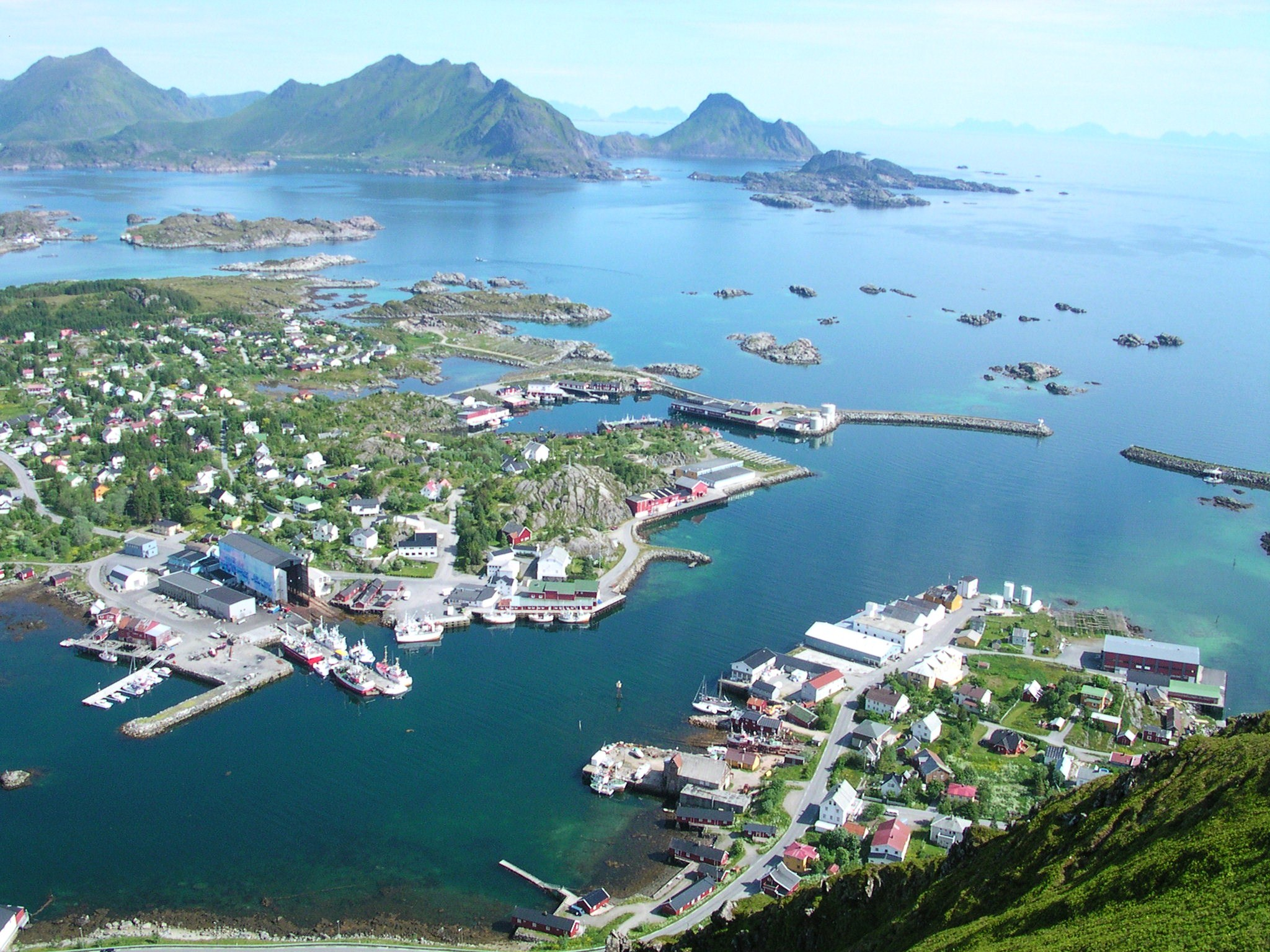
Làng Ballstad thuộc địa phận Vestvågøy
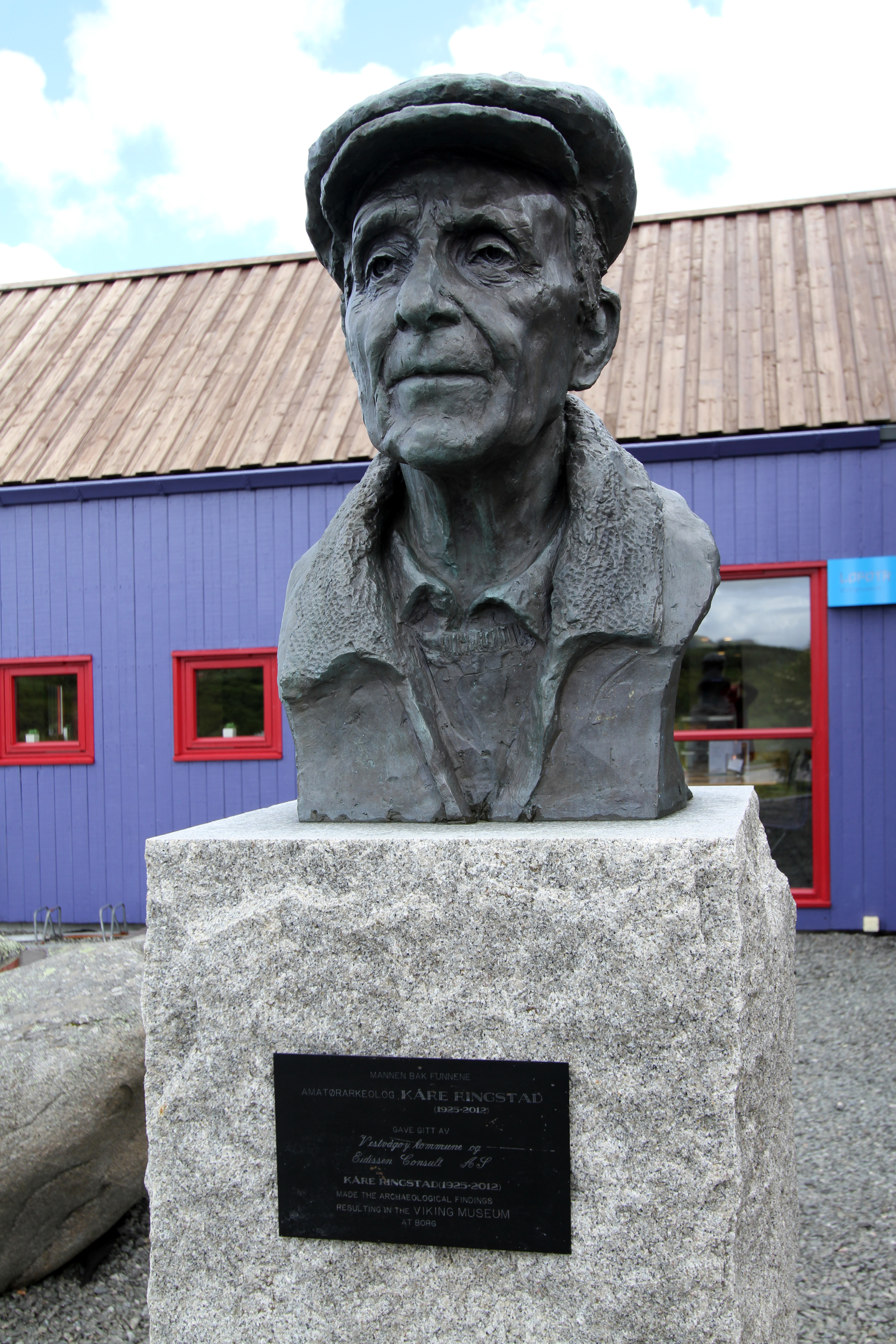
Borg
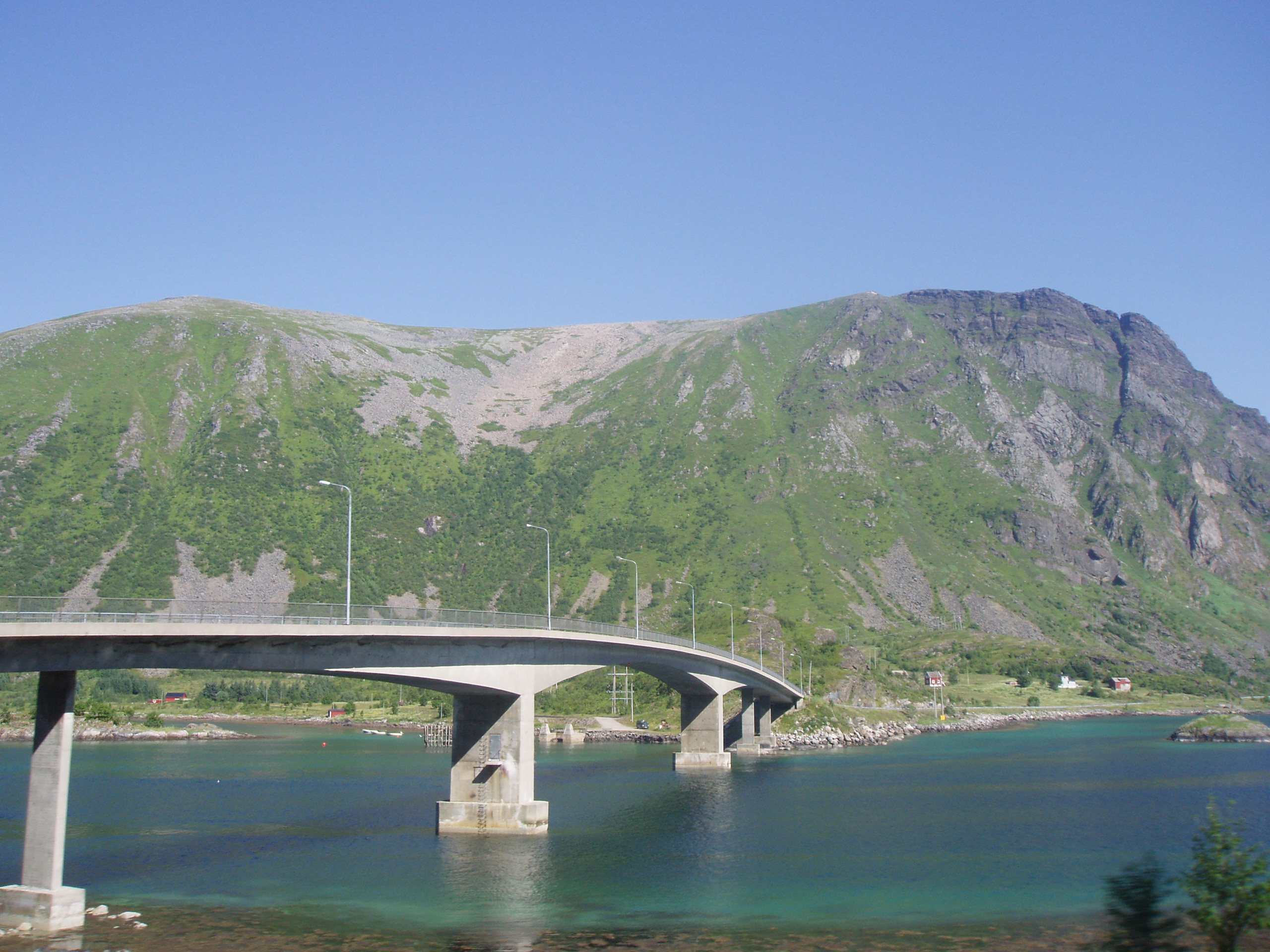
Cầu Sundklakkstraumen
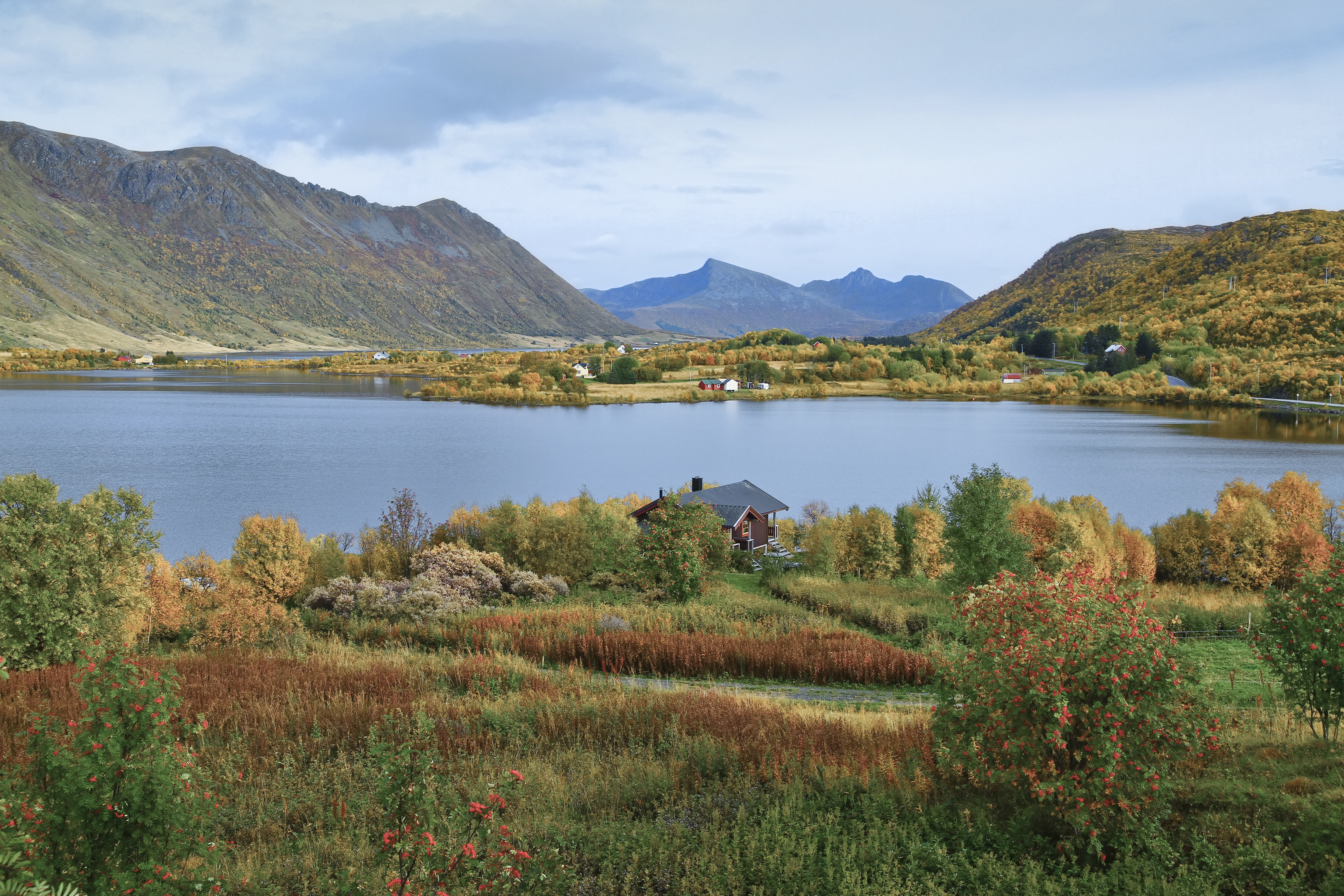
Steirapollen
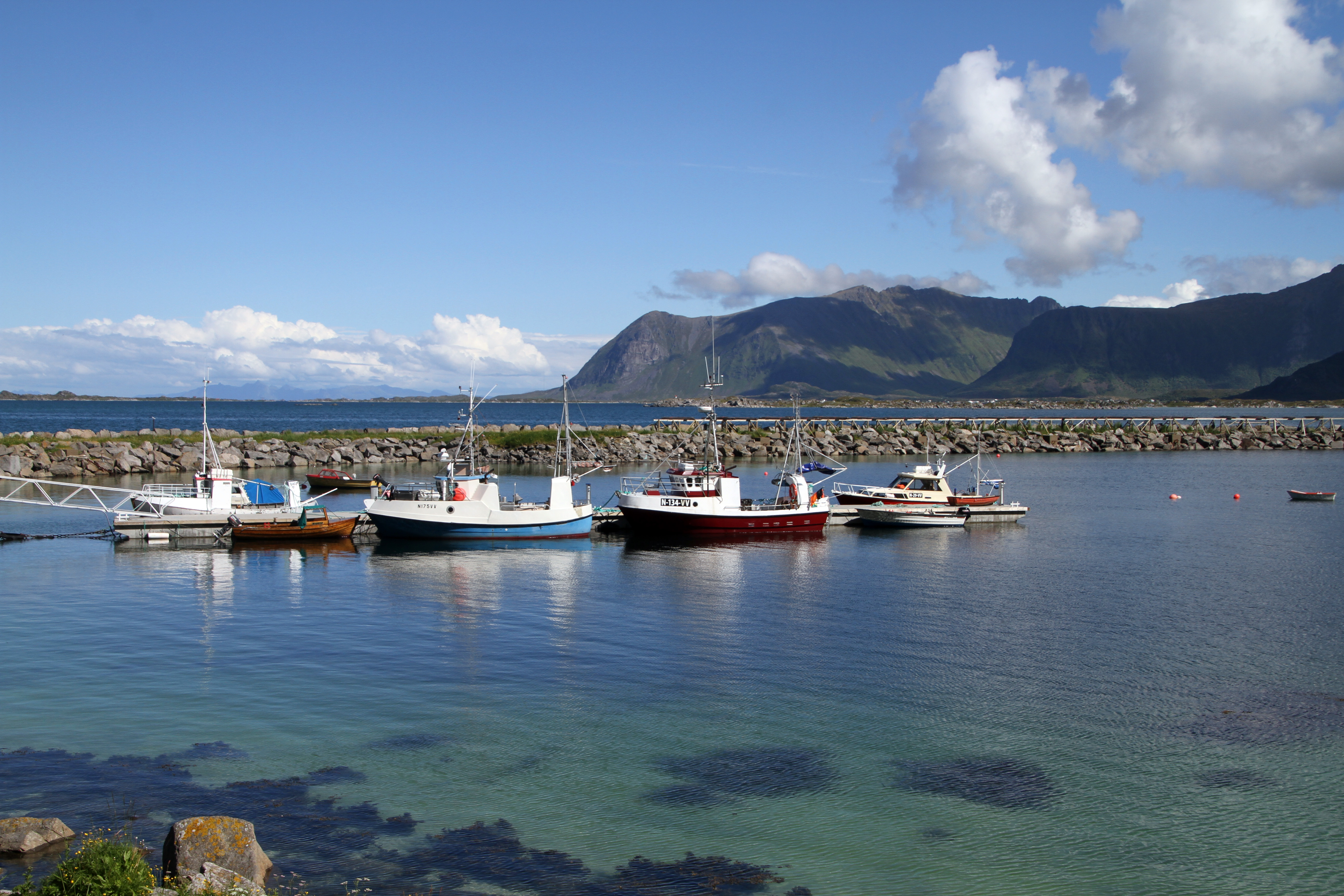
Eggum
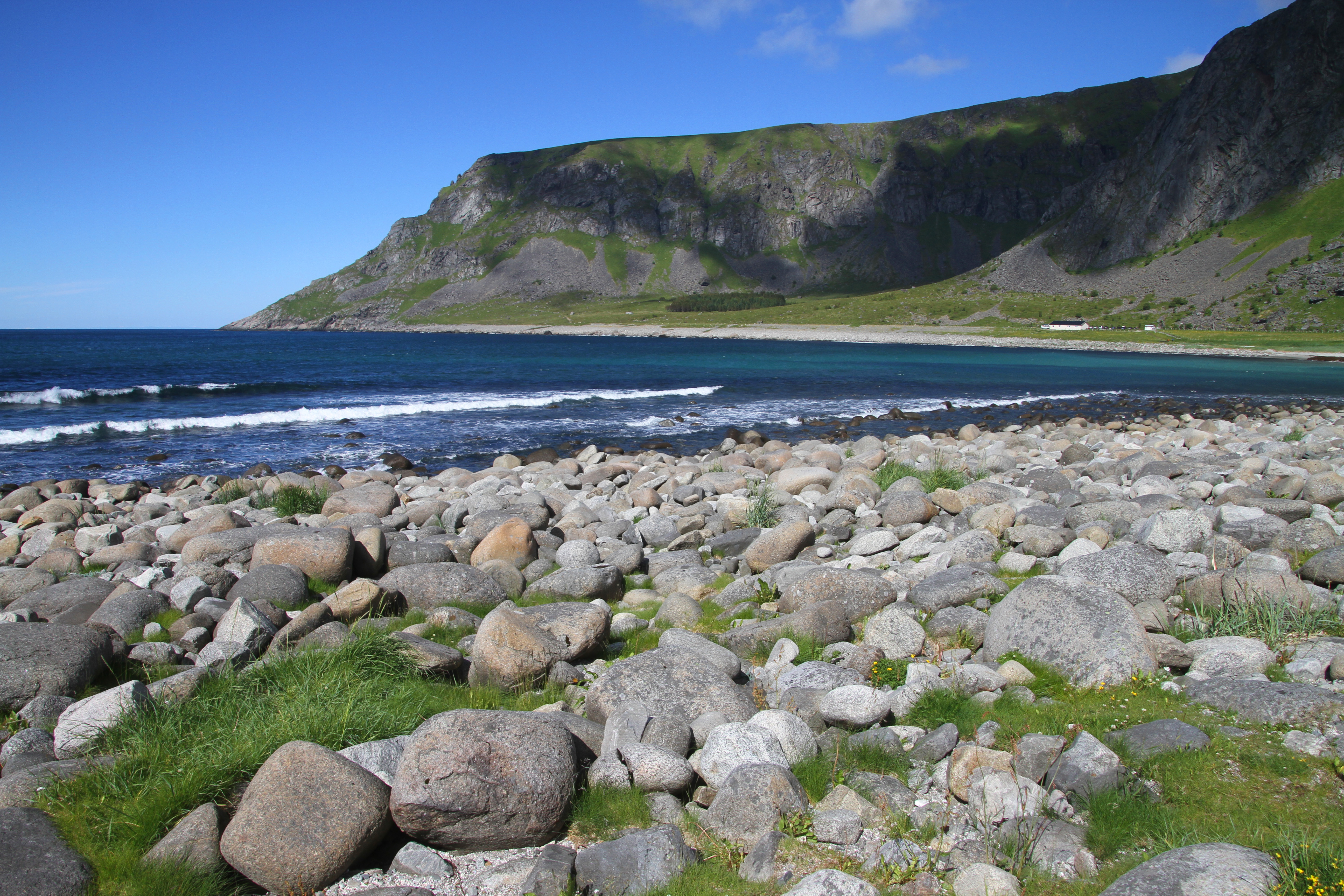
Unstad
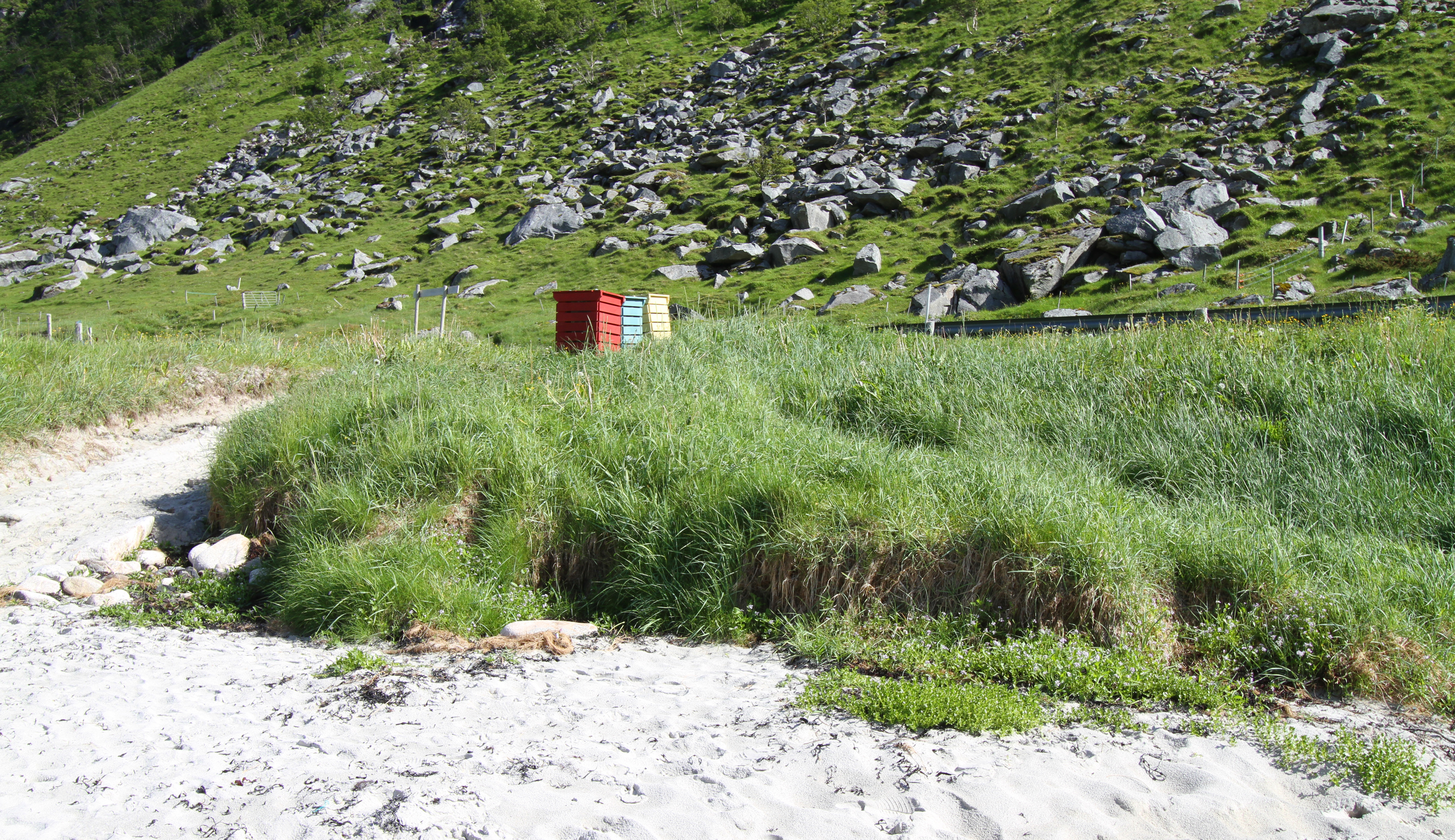
Haukland
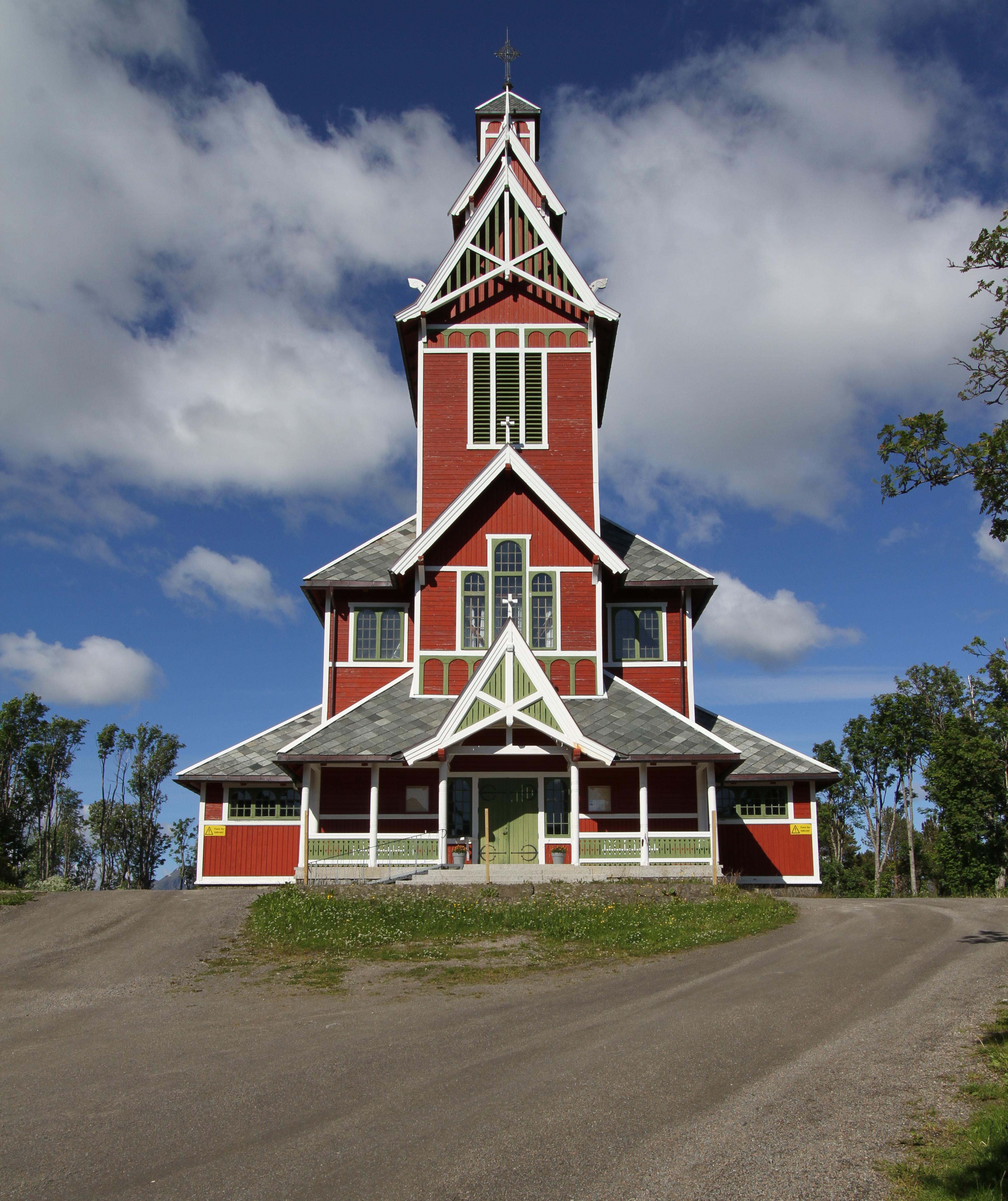
Gravdal
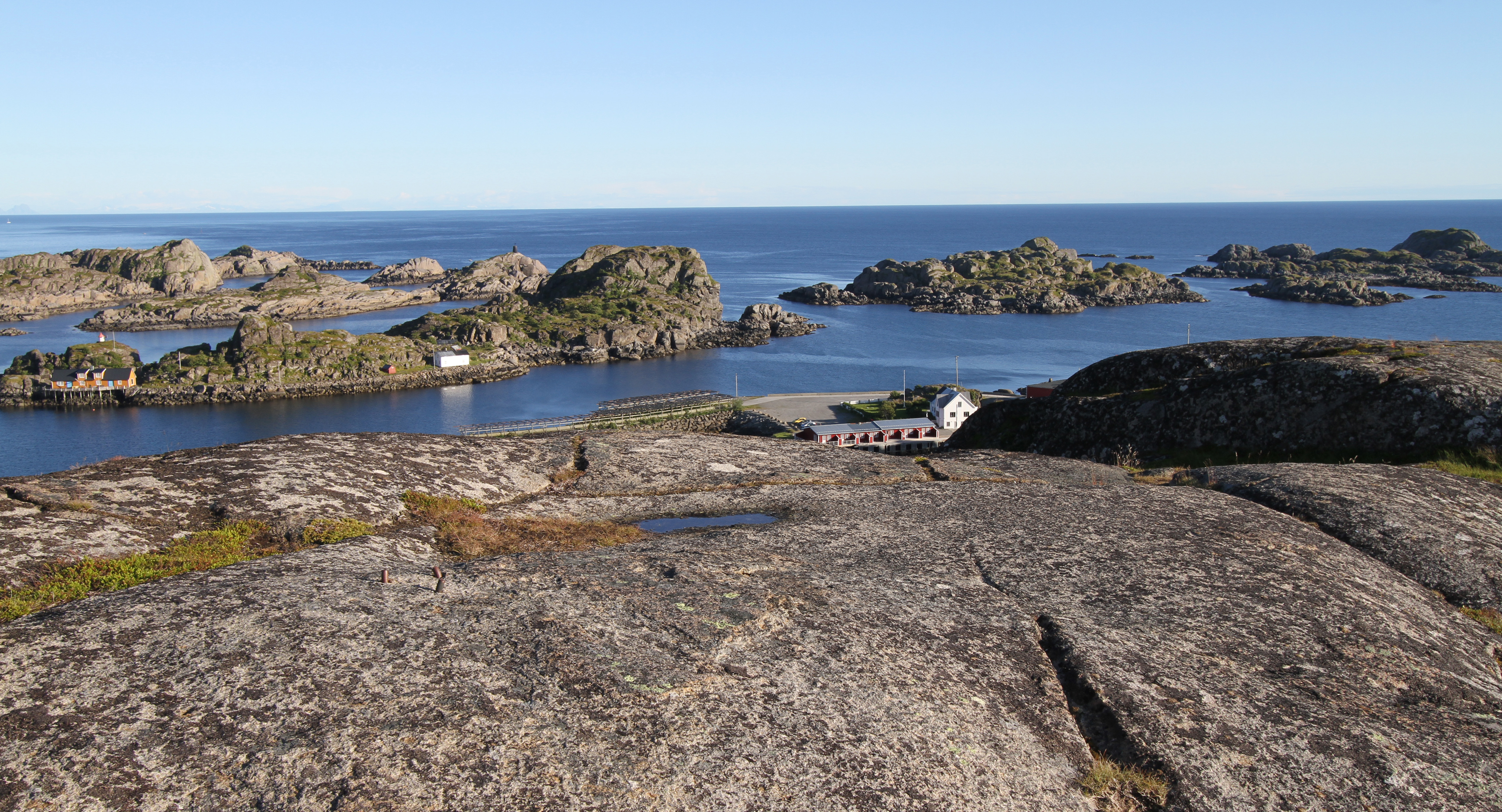
Mortsund
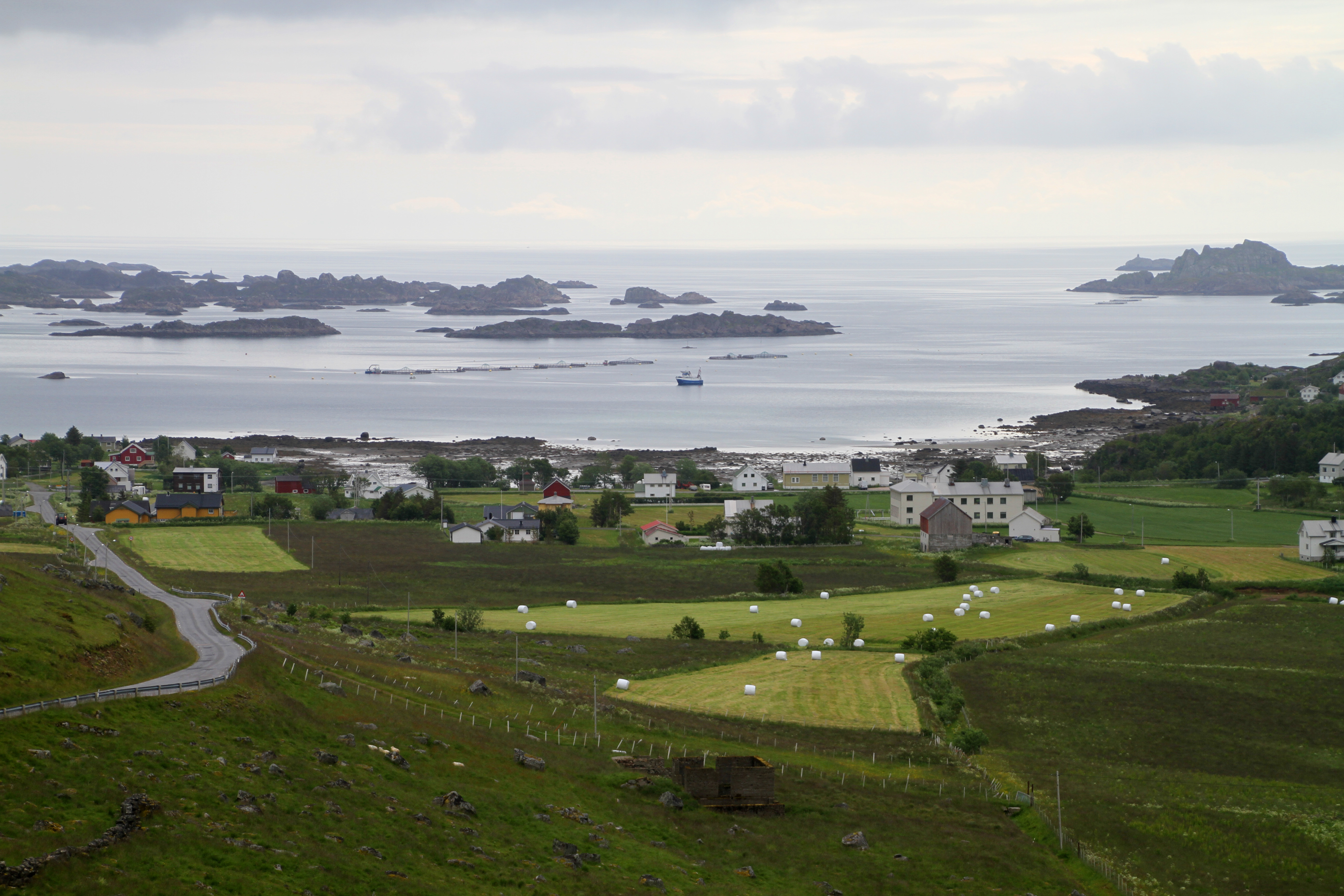
Sennesvik
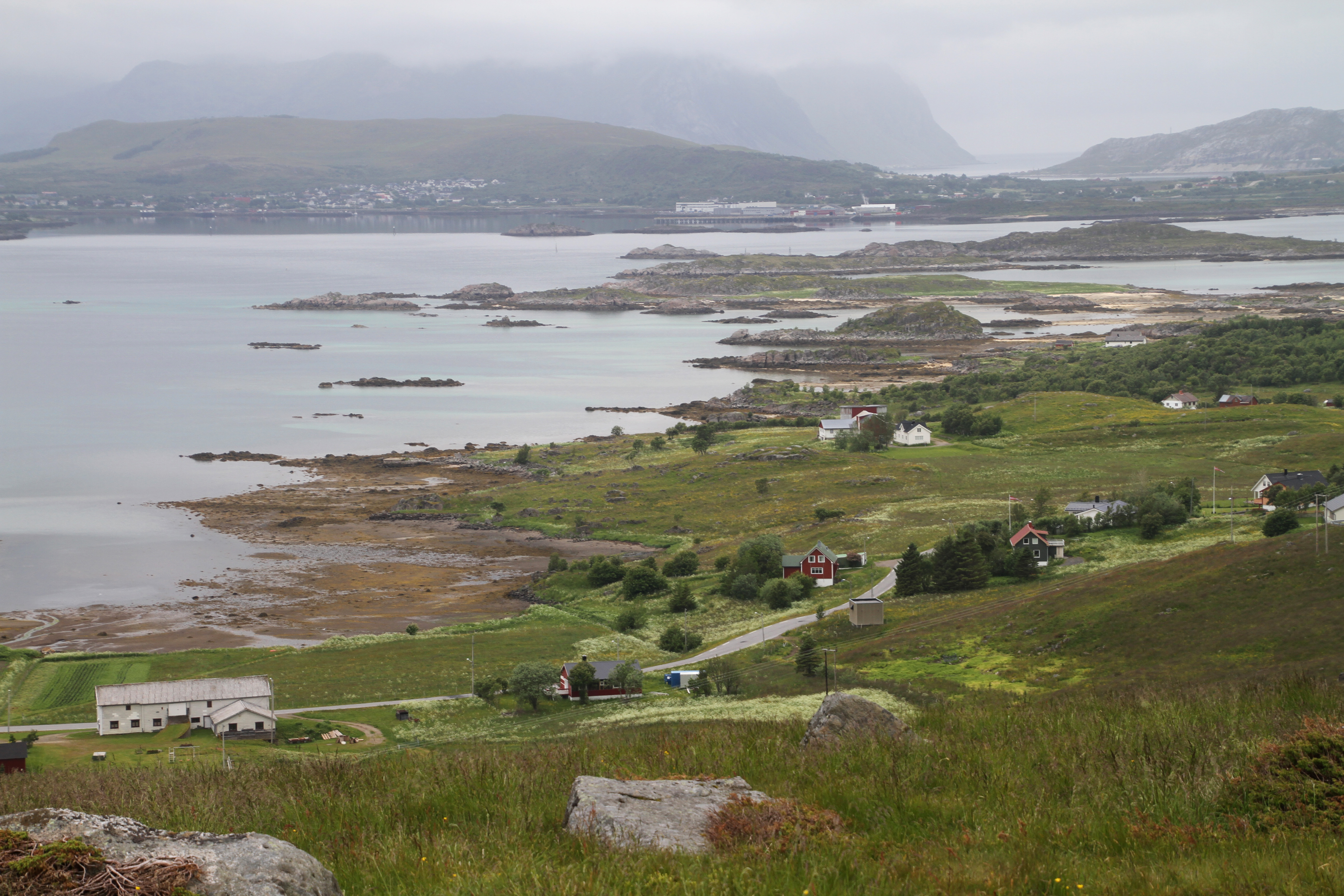
Ramsvik
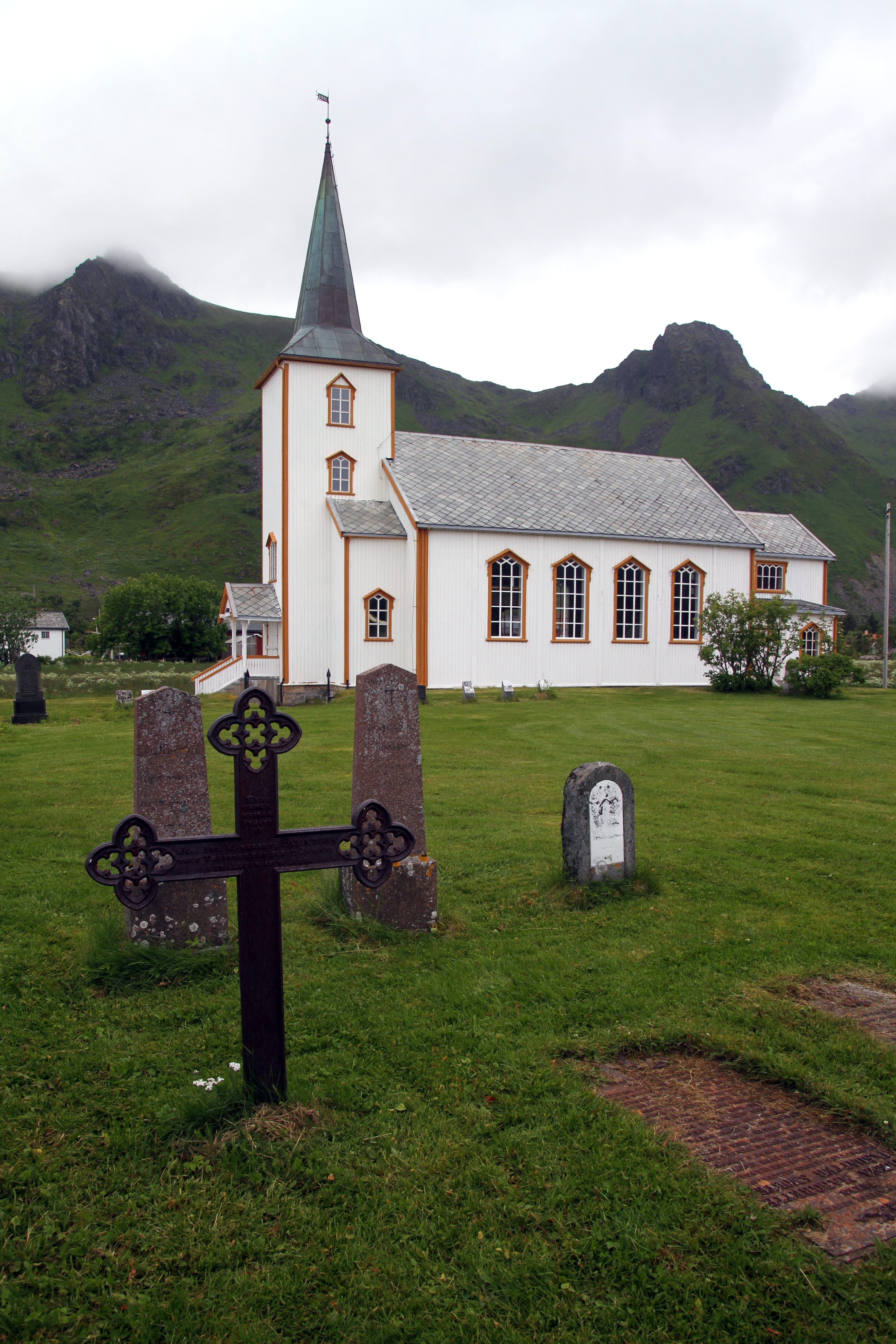
Valberg